# Xanthorhoe aphanta
Xanthorhoe aphanta är en fjärilsart som beskrevs av Turner 1918. Xanthorhoe aphanta ingår i släktet Xanthorhoe och familjen mätare. Inga underarter finns listade i Catalogue of Life.